# Zircon Point
Zircon Point är en udde i Antarktis. Den ligger i Östantarktis. Australien gör anspråk på området.
Terrängen inåt land är kuperad åt sydost, men norrut är den platt. Havet är nära Zircon Point åt nordväst. Trakten är obefolkad. Det finns inga samhällen i närheten.